# Plate-forme de correspondance aéroportuaire
Pour les articles homonymes, voir Hub et Plateforme.

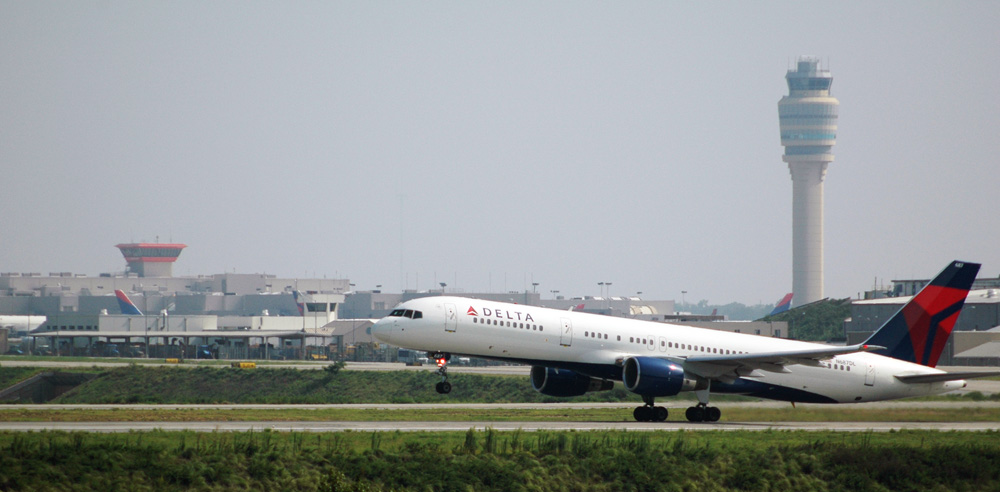
L'aéroport international Hartsfield-Jackson d'Atlanta est la principale plate-forme de correspondance de Delta Air Lines.

La plate-forme de correspondance aéroportuaire, ou hub, est l'aéroport choisi par une compagnie aérienne pour y faire transiter une partie notable de ses vols et y assurer des correspondances rapides et garanties.
La plupart des compagnies aériennes ont une base d'opération principale dans l'aéroport où se situe leurs installations de maintenance des avions. Cette base est souvent utilisée comme plaque tournante principale. Les compagnies aériennes à bas prix qui, pour la plupart, n'assurent pas le transfert des passagers et de leurs bagages entre deux vols n'en ont pas.

## Définition
Le terme anglais hub recouvre deux concepts : 
1. administratif et technique : c'est l'aéroport où une compagnie concentre la plus grande partie de ses activités de gestion et où elle assure la maintenance de ses avions ;
2. opérationnel et commercial, c'est l'aéroport de destination principal de ses vols et donc une plateforme de correspondance.

Pour les compagnies importantes les hubs, aussi bien administratifs, techniques ou commerciaux, peuvent être multiples. Ce sont souvent les aéroports où les compagnies qui ont fusionné pour former la compagnie actuelle ont été créées. Par exemple la compagnie Air France - KLM conserve encore deux centres principaux à Paris et à Amsterdam et la compagnie Delta qui a récemment fusionné avec Northwest conserve encore le hub de Minneapolis à l'origine de cette dernière.
Pour les compagnies moins importantes le hub unique est souvent la capitale ou la ville la plus importante du pays d'origine. Cet aéroport est la plate-forme de correspondance entre les vols nationaux et les vols internationaux.
Enfin les compagnies dites « à bas coûts » ont un hub administratif et technique. Cet aéroport reçoit aussi une grande partie des vols mais ces compagnies n'assurant pas les correspondances, il ne s'agit pas d'une plate-forme de correspondance…

## Principes de fonctionnement (plan commercial)
Le trafic entre deux aéroports n'est pas toujours suffisant pour qu'une compagnie puisse assurer une liaison directe dans des conditions de rentabilité satisfaisantes.
Les compagnies nationales américaines ont développé, vers la fin des années 1980, un concept commercial, la plate-forme de correspondance qui offre aux passagers la possibilité de relier de nombreuses destinations entre elles en effectuant une correspondance.
Avantages pour le passager
- Multiplication des destinations desservies par une même compagnie à partir de son aéroport de départ.
- Enregistrement au départ sur l'ensemble des segments de son vol.
- Correspondance rapide (souvent inférieure à une heure). Toutefois, le passage par une plate-forme de correspondance ajoute au moins deux heures (correspondance + détour + atterrissage et décollage supplémentaire) sur le temps de voyage par rapport à un vol direct s'il existe.
- Correspondance garantie, dans une certaine mesure.
- Enregistrement unique, transfert et traçabilité des bagages.
- Les différents segments du vol sont assurés par des appareils de même type de confort.

Conséquences pour la compagnie aérienne
- L'offre de correspondance rapide l'oblige à adapter ses horaires et à faire atterrir et décoller ses vols par vagues. La plaque tournante peut être saturée pendant ces créneaux horaires.
- L'augmentation du nombre de passagers en correspondance l'oblige à adapter ses installations pour assurer le transit des passagers et des bagages entre deux avions.
- La garantie de correspondance peut l'obliger à retarder certains vols pour attendre les passagers d'un autre vol. Ceci entraîne une cascade de retards qui peut affecter une grande partie des opérations.
- Un système informatique performant doit être utilisé pour tracer chaque passager et chaque bagage afin d'optimiser la gestion des transits et des vols à partir ou à destination de la plate-forme de correspondance.

Le concept est particulièrement adapté au trafic et à la géographie des États-Unis. Des aéroports comme Chicago (central pour les liaisons entre les villes de Nouvelle-Angleterre et la Californie) ou Atlanta (central pour les liaisons entre la Floride et les villes du Nord) sont parmi les premiers pour le nombre de passagers car une partie significative représente ceux en transit sur des vols, respectivement, de United Airlines ou de Delta Air Lines.
La plupart des compagnies aériennes utilisent un aéroport comme base principale de leurs opérations. C'est l'endroit où se situent les installations techniques de maintenance des avions et souvent leur siège commercial. Ces bases principales sont aussi, naturellement, des lieux de correspondance mais si de nombreuses compagnies ont adopté le terme de hub il y en a relativement peu qui assurent la rapidité et la garantie des correspondances. La plupart des compagnies low cost n'assurent par exemple que des liaisons de point à point. Le transfert entre deux vols est la responsabilité du passager et en cas de retard le second segment est perdu. Ces compagnies n'ont pas, par définition, de plate-forme de correspondance.
Une extension du concept est utilisée par certaines compagnies aériennes pour répartir les passagers de leurs vols longs courriers vers des aéroports régionaux. Le plus souvent les vols locaux sont assurés par des compagnies avec lesquelles elles ont un accord commercial mais les avions utilisés ne sont pas du même type.
Les passagers préfèrent évidemment les vols directs. Le développement d'avions de relativement faible capacité mais répondant aux nouvelles normes d'environnement et adaptés aux conditions économiques actuelles modifie les règles de concurrence entre le concept du hub et les liaisons point à point. Les deux principes ne sont pas exclusifs l'un de l'autre. Pour bien se développer une plateforme de correspondance doit aussi attirer une importante clientèle locale: les expériences américaines de création d'un hub sur des aéroports isolés ont été des échecs.
Le temps minimum de correspondance (MCT : Minimum Connecting Time) est un paramètre très important: il permet de bien référencer les vols dans le système de réservation informatique.

## Cas du fret
Le concept de hub existe aussi pour le fret et est en réalité plus ancien.
En France, la Postale de nuit a transporté le courrier de la province vers Paris puis, après répartition, de Paris vers la province pendant 55 ans, le service ayant pris fin en 2000. Le courrier était trié à bord des avions et les sacs postaux transférés de bord à bord à l'escale de Paris. Chaque nuit les avions étaient programmés pour se poser puis repartir de Paris à la même heure.
Aux États-Unis la compagnie Federal Express (devenue FedEx) a créé en 1973 un hub à Memphis où tous les colis sont acheminés avant d'être triés puis ré-expédiés vers leur destination.

## Exemple du hub de Roissy-Charles-de-Gaulle 2
Air France a créé un hub à Roissy-Charles-de-Gaulle en avril 1996. Les vols y sont planifiés en 6 plages de rendez-vous quotidiens.
Chaque plage de rendez-vous dure 2 h 30 min:
- 0:00 arrivée du premier long courrier
- 0:15 arrivée du premier moyen-courrier
- 0:45 arrivée du dernier long courrier
- 1:00 arrivée du dernier moyen-courrier
- Début de la période pivot pour le transfert des bagages et des passagers: aucun mouvement d'avion pendant 30 minutes.
- 1:30 départ du premier moyen-courrier
- 1:45 départ du premier long courrier
- 2:15 départ du dernier moyen courrier
- 2:30 départ du dernier long courrier

## Principales plates-formes de correspondances

### Par continents

#### Europe[5]
- Allemagne :

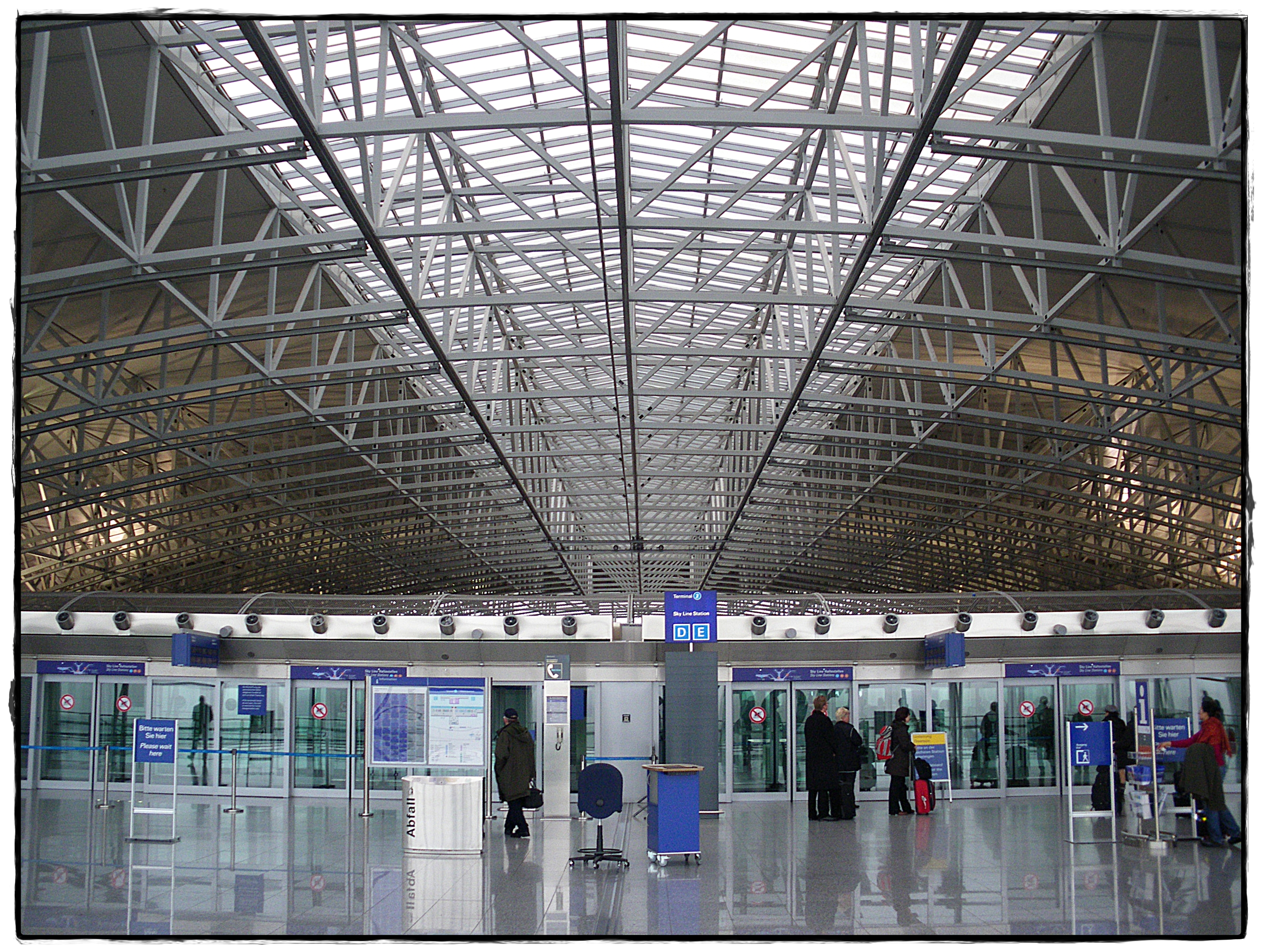
Terminal 2 de l'aéroport international de Francfort.

  - Francfort : Aéroport de Francfort pour Lufthansa
  - Munich : Aéroport Franz-Josef-Strauss pour Lufthansa
- Autriche :
  - Vienne : Aéroport de Vienne-Schwechat pour Austrian Airlines
- Belgique :
  - Bruxelles : Aéroport de Bruxelles pour Brussels Airlines et TUI fly Belgium
  - Charleroi : Aéroport de Charleroi-Bruxelles-Sud pour Ryanair et Wizz Air
- Chypre :
  - Larnaca : Aéroport International de Larnaca pour Cyprus Airways
- Croatie :
  - Zagreb : Aéroport international de Zagreb pour Croatia Airlines
- Espagne :
  - Madrid : Aéroport de Madrid-Barajas pour Iberia, Air Europa
  - Barcelone : Aéroport international de Barcelone pour Vueling
- Finlande :
  - Helsinki : Aéroport international d'Helsinki-Vantaa pour Finnair
- France :
  - Paris : Aéroport Paris-Charles-de-Gaulle pour Air France
  - Paris : Aéroport de Paris-Orly pour Air France, Transavia et Corsair International
  - Nice : Aéroport de Nice Côte d'Azur pour Air France
  - Lyon : Aéroport de Lyon-Saint-Exupéry pour Air France, HOP! et Transavia
  - Bordeaux : Aéroport de Bordeaux-Merignac pour Air France et Volotea
  - Nantes : Aéroport de Nantes Atlantique pour Transavia
  - Montpellier : Aéroport de Montpellier Méditerranée pour Transavia
  - Strasbourg : Aéroport de Strasbourg-Entzheim pour Volotea
  - Mulhouse : Aéroport de Bâle-Mulhouse pour  Easyjet Switzerland (une partie de l'aéroport se trouve sur le côté suisse d'où le nom Bâle-Mulhouse)
- Grèce :
  - Athènes : Aéroport international d'Athènes Elefthérios-Venizélos pour Olympic Air et Aegean Airlines
- Hongrie
  - Budapest : Aéroport international de Budapest-Ferenc Liszt pour Wizz Air
- Irlande :
  - Dublin : Aéroport international de Dublin pour Aer Lingus
- Islande :
  - Reykjavik : Aéroport international de Keflavík pour Icelandair
- Italie :
  - Rome : Aéroport international Léonard-de-Vinci Rome Fiumicino pour ITA Airways[6]
  - Milan : Aéroport de Milan-Linate pour ITA Airways pour les vols nationaux et européens
- Lettonie :
  - Riga : Aéroport international de Riga pour Air Baltic
- Luxembourg :
  - Luxembourg : Aéroport international de Luxembourg-Findel pour Luxair et Cargolux
- Macédoine du Nord
  - Skopje : Aéroport international de Skopje pour Wizz Air
- Malte :
  - Aéroport international de Malte pour Air Malta
- Pays-Bas :
  - Amsterdam : Aéroport Schiphol pour KLM et Transavia
- Pologne :
  - Varsovie : Aéroport international Frédéric Chopin pour LOT Polish Airlines
- Portugal :
  - Lisbonne : Aéroport de Portela (Lisbonne) pour TAP Portugal
- Roumanie :
  - Bucarest : Aéroport de Bucarest-Henri-Coandă pour Tarom
- Royaume-Uni :
  - Londres : Aéroport de Londres-Heathrow et Aéroport de Londres-Gatwick pour British Airways et Virgin Atlantic, Aéroport de Londres-Gatwick pour EasyJet
- Russie :
  - Moscou : Aéroport international Cheremetievo pour Aeroflot
  - Moscou : Aéroport international Domodedovo pour S7 Airlines
  - Moscou : Aéroport de Moscou Vnukovo pour Pobeda et Utair
  - Saint-Pétersbourg : Aéroport Pulkovo
- Slovénie :
  - Ljubljana : Aéroport Jože Pučnik de Ljubljana pour Adria Airways
- Suède :
  - Stockholm : Aéroport international de Stockholm-Arlanda pour SAS
- Suisse :
  - Zurich : Aéroport international de Zurich pour Swiss
  - Genève: Aéroport international de Genève pour Swiss et Easyjet Switzerland
  - Bâle : Aéroport de Bâle-Mulhouse pour  Easyjet Switzerland (une partie de l'aéroport se trouve sur le côté français d'où le nom Bâle-Mulhouse)
- Serbie :
  - Belgrade : Aéroport Nikola-Tesla de Belgrade pour Air Serbia
- Tchéquie :
  - Prague : Aéroport de Prague-Václav-Havel pour CSA Czech Airlines

#### Amérique du Nord

##### États-Unis
- Anchorage :
  - Aéroport international d'Anchorage Ted-Stevens pour Alaska Airlines
- Atlanta :
  - Aéroport international Hartsfield-Jackson pour Delta Air Lines
- Boston :
  - Aéroport international Logan pour Delta Air Lines
- Cincinnati :
  - Aéroport international de Cincinnati pour Delta Air Lines
- Charlotte :
  - Aéroport Charlotte Douglas pour American Airlines
- Chicago :
  - Aéroport O'Hare pour United Airlines et American Airlines
- Dallas :
  - Aéroport international de Dallas-Fort Worth pour American Airlines
- Denver :
  - Aéroport international de Denver pour United Airlines
- Détroit :
  - Aéroport métropolitain de Détroit pour Delta Air Lines
- Honolulu :
  - Aéroport international d'Honolulu pour Hawaiian Airlines
- Houston :
  - Aéroport G. Bush pour United Airlines
- Los Angeles :
  - Aéroport international de Los Angeles pour Delta Air Lines, American Airlines et United Airlines
- Minneapolis :
  - Aéroport international de Minneapolis-Saint-Paul pour Delta Air Lines
- New York :
  - Aéroport international Newark Liberty pour United Airlines
  - Aéroport JFK à New-York pour Delta Air Lines, et American Airlines
- Orlando :
  - Aéroport international d'Orlando pour Delta Air Lines
- Philadelphie :
  - Aéroport international de Philadelphie pour American Airlines
- Salt Lake City :
  - Aéroport international de Salt Lake City pour Delta Air Lines
- San Francisco :
  - Aéroport international de San Francisco pour United Airlines
- Seattle :
  - Aéroport international de Seattle-Tacoma pour Alaska Airlines et Delta Air Lines
- Washington D.C. :
  - Aéroport international de Dulles pour United Airlines
  - Aéroport national Ronald-Reagan pour Delta Air Lines

##### Canada
- Calgary :
  - Aéroport international de Calgary pour Air Canada
- Montréal :
  - Aéroport Pierre-Élliott-Trudeau pour Air Canada et Air Transat
- Toronto :
  - Aéroport Pearson pour Air Canada, Air Transat et Westjet
- Vancouver :
  - Aéroport international de Vancouver pour Air Canada

##### Mexique
- Mexico :
  - Aéroport international Benito-Juárez pour Aeroméxico

##### Cuba
- La Havane :
  - Aéroport international José-Martí pour Cubana de Aviación SA

#### Amérique centrale et Amérique du Sud
- Argentine :
  - Buenos Aires : Aéroport international d'Ezeiza pour Aerolíneas Argentinas
- Brésil :
  - Rio de Janeiro : Aéroport international Antônio Carlos Jobim pour LATAM Brasil
  - São Paulo : Aéroport international de Guarulhos pour LATAM Brasil
- Chili :
  - Santiago du Chili : Aéroport international Arturo-Merino-Benítez pour LATAM Airlines
- Colombie :
  - Bogota : Aéroport international El Dorado pour Avianca
- Panama :
  - Panama (ville) : Aéroport international de Tocumen pour Copa Airlines
- Pérou :
  - Lima : Aéroport international Jorge-Chávez pour LATAM Perú
- Venezuela :
  - Caracas : Aéroport international Maiquetía - Simón Bolívar pour Aeropostal

#### Afrique
- Afrique du Sud :
  - Johannesbourg : Aéroport international OR Tambo pour South African Airways
- Algérie :
  - Alger : Aéroport international d'Alger Houari Boumedienne pour Air Algérie
- Burundi :
  - Bujumbura : Aéroport international de Bujumbura pour Air Burundi
- Cameroun :
  - Douala : Aéroport international de Douala pour Cameroon Airlines
- Côte d'Ivoire :
  - Abidjan : Aéroport international Félix Houphouët-Boigny pour Air côte d'ivoire
- Djibouti :
  - Djibouti : Aéroport international Ambouli pour Djibouti Airlines et Daallo Airlines
- Égypte :
  - Le Caire : Aéroport du Caire pour EgyptAir
- Éthiopie :
  - Addis-Abeba : Aéroport international de Bole pour Ethiopian Airlines
- Gabon :
  - Libreville : Aéroport International Léon Mba pour Gabon Airlines
- Libye :
  - Tripoli : Aéroport international de Tripoli pour Libyan Airlines et Afriqiyah Airways
- Madagascar :
  - Antananarivo : Aéroport international d'Ivato pour Madagascar Airlines.
- Mali :
  - Bamako : Aéroport international de Bamako-Sénou pour Air Mali
- Maroc :
  - Casablanca : Aéroport International Mohammed V pour Royal Air Maroc
- Maurice :
  - Plaine Magnien : Aéroport international Sir-Seewoosagur-Ramgoolam pour Air Mauritius
- Tunisie :
  - Tunis : Aéroport de Tunis-Carthage pour Tunisair
  - Sfax : Aéroport de Sfax-Thyna pour Syphax Airlines

#### Asie
- République populaire de Chine :
  - Canton : Aéroport international de Guangzhou Baiyun pour China Southern Airlines
  - Hong Kong : Aéroport international de Hong Kong pour Cathay Pacific
  - Pékin : Aéroport international de Pékin pour Air China
  - Shanghai : Aéroport international de Shanghai-Pudong pour China Eastern Airlines et Shanghai Airlines
- Corée du Sud :
  - Séoul : Aéroport international d'Incheon pour Asiana et Korean Air :
- Corée du Nord :
  - Pyongyang : Aéroport international de Sunan pour Air Koryo
- Inde :
  - Bombay : Aéroport international Chhatrapati Shivaji pour Air India
  - Delhi : Aéroport international Indira Gandhi pour Air India
- Indonésie :
  - Jakarta : Aéroport international de Jakarta Soekarno-Hatta pour Garuda Indonésia
- Japon :
  - Osaka : aéroport Itami pour les lignes intérieures de la JAL ANA, aéroport Kansai pour les lignes internationales de la JAL ANA
  - Tokyo : aéroport Haneda pour les lignes intérieures de la JAL, aéroport Narita pour les lignes internationales de la JAL
- Malaisie :
  - Kuala Lumpur : Aéroport international de Kuala Lumpur pour Malaysia Airlines
- Philippines :
  - Manille : Aéroport international Ninoy Aquino pour Philippine Airlines
- Singapour :
  - Singapour : Aéroport de Singapour-Changi pour Singapore Airlines
- Sri Lanka :
  - Colombo : Aéroport international Bandaranaike pour Sri Lankan Airlines
- Taïwan :
  - Taïpei : Aéroport international Taïwan Taoyuan pour China Airlines, EVA Air et Starlux Airlines
- Thaïlande :
  - Bangkok : Aéroport international de Bangkok pour Thai Airways
- Viêt Nam :
  - Hanoï : Aéroport international de Nội Bài pour Vietnam Airlines
  - Hô Chi Minh-Ville : Aéroport international de Tân Sơn Nhất pour Vietnam Airlines

#### Moyen-Orient
- Arménie :
  - Erevan : Aéroport international Zvartnots pour Armavia
- Bahreïn :
  - Aéroport international de Bahreïn pour Gulf Air
- Émirats arabes unis :
  - Abou Dabi : Aéroport international d'Abu Dhabi pour Etihad Airways
  - Dubaï : Aéroport international de Dubaï pour Emirates
- Irak :
  - Bagdad : Aéroport international de Bagdad pour Iraqi Airways
- Iran :
  - Téhéran : Aéroport international Imam Khomeini pour Iran Air
- Israël :
  - Tel-Aviv : Aéroport international David-Ben-Gourion pour El Al
- Jordanie :
  - Amman : Aéroport international Reine-Alia pour Royal Jordanian
- Liban :
  - Beyrouth : Aéroport international de Beyrouth - Rafic Hariri pour Middle East Airlines
- Qatar :
  - Doha : Aéroport international de Doha pour Qatar Airways
- Syrie :
  - Damas : Aéroport international de Damas pour Syrian Arab Airlines
  - Alep : Aéroport international d'Alep pour Syrian Arab Airlines
- Yémen :
  - Sanaa : Aéroport international El Rahaba pour Yemenia

#### Océanie
- Australie :
  - Sydney : Aéroport international Kingsford Smith pour Qantas
  - Melbourne : Aéroport international Tullamarine pour Qantas
- Nouvelle-Calédonie :
  - Nouméa : Aéroport international Nouméa La Tontouta pour Aircalin
- Nouvelle-Zélande :
  - Auckland : Aéroport international d'Auckland pour Air New Zealand
- Polynésie française :
  - Papeete : Aéroport international Tahiti Faa'a pour Air Tahiti Nui

### Par compagnie
- Adria Airways :
  - Aéroport Jože Pučnik de Ljubljana,  Slovénie
- Aegean Airlines :
  - Aéroport international d’Athènes,  Grèce
- Aer Lingus :
  - Aéroport international de Dublin,  Irlande
- Aeroflot :
  - Aéroport international Cheremetievo de Moscou,  Russie
- Aerolíneas Argentinas :
  - Aéroport international Ezeiza de Buenos Aires,  Argentine
- AeroMexico :
  - Aéroport international Benito Juárez de Mexico,  Mexique
- Aeropostal :
  - Aéroport international Maiquetía ~ Simón Bolívar de Caracas,  Venezuela
- Afriqiyah Airways :
  - Aéroport international de Tripoli,  Libye
- Air Algérie :
  - Aéroport international Houari Boumedienne d'Alger,  Algérie
- Air Austral :
  - Aéroport international de La Réunion Roland-Garros,  La Réunion (France)
- Air Baltic :
  - Aéroport international de Riga,  Lettonie
- Air Burundi :
  - Aéroport international de Bujumbura,  Burundi
- Aircalin :
  - Aéroport international de Nouméa La Tontouta -  Nouvelle-Calédonie
- Air Canada :
  - Aéroport Pearson de Toronto,  Canada
  - Aéroport international de Vancouver
  - Aéroport Trudeau de Montreal
  - Aéroport international de Calgary
- Air Caraïbes :
  - Aéroport Guadeloupe - Pôle Caraïbes,  Guadeloupe (France)
  - Aéroport Martinique Aimé Césaire -  Martinique (France)
- Air China :
  - Aéroport international de Pékin,  Chine
- Air Europa :
  - Aéroport international de Madrid-Barajas,  Espagne
- Air France :
  - Aéroport Roissy-Charles de Gaulle, Paris,  France
  - Aéroport de Paris-Orly
  - Aéroport Lyon-Saint-Exupéry
- Air India :
  - Aéroport international de Bombay,  Inde
  - Aéroport international de Delhi
- Air Ivoire :
  - Aéroport international Félix Houphouët-Boigny d'Abidjan,  Côte d'Ivoire
- Air Koryo :
  - Aéroport international de Sunan-Pyongyang,  Corée du Nord
- Air New-Zealand :
  - Aéroport international d'Auckland,  Nouvelle-Zélande
- Air Malta :
  - Aéroport international de Malte,  Malte
- Air Mauritius :
  - Aéroport de Plaisance,  Maurice
- Air Serbia :
  - Aéroport international de Belgrade,  Serbie
- Air Tahiti Nui :
  - Aéroport international Papeete - Tahiti Faa'a,  Polynésie française
- Alaska Airlines :
  - Aéroport international d'Anchorage, (Alaska),  États-Unis
  - Aéroport international de Seattle-Tacoma, (Washington)
- ANA :
  - Aéroport Tokyo Narita,  Japon
- American Airlines :
  - Aéroport J-F Kennedy de New-York,  États-Unis
  - Aéroport international O'Hare de Chicago, (Illinois)
  - Aéroport international de Dallas-Fort-Worth, (Texas)
  - Aéroport international de Miami, (Floride)
- Armavia :
  - Aéroport international Zvartnots - Erevan,  Arménie
- Asiana :
  - Aéroport international de Séoul,  Corée du Sud
- Austrian Airlines :
  - Aéroport international de Vienne,  Autriche
- Avianca :
  - Aéroport international de Bogota,  Colombie
- British Airways :
  - Aéroport de Londres-Heathrow,  Royaume-Uni
  - Aéroport de Londres-Gatwick
- Brussels Airlines :
  - Aéroport international de Bruxelles,  Belgique
- Cameroon Airlines :
  - Aéroport international de Douala,  Cameroun
- Cathay Pacific :
  - Aéroport international de Hong Kong
- China Airlines :
  - Aéroport international de Taïpei,  Taïwan
- China Eastern Airlines :
  - Aéroport international de Shanghai-Pudong,  Chine
- China Southern Airlines :
  - Aéroport international de Canton - Baiyun,  Chine
- Compagnie aérienne du Mali :
  - Aéroport international de Bamako-Sénou,  Mali
- Copa Airlines :
  - Aéroport international de Tocumen,  Panama
- Croatia Airlines :
  - Aéroport international de Zagreb,  Croatie
- Czech Airlines :
  - Aéroport international de Prague,  République tchèque
- Cubana de Aviación SA :
  - Aéroport international José-Martí de La Havane,  Cuba
- Cyprus Airways :
  - Aéroport International de Larnaca,  Chypre
- Daallo Airlines :
  - Aéroport international Ambouli de Djibouti,  Djibouti
- Delta Air Lines :
  - Aéroport Hartsfield-Jackson d'Atlanta, (Géorgie),  États-Unis
  - Aéroport J-F Kennedy de New-York, (New York)
  - Aéroport international de Boston, (Massachusetts)
  - Aéroport international de Los Angeles, (Californie)
  - Aéroport international d'Orlando, (Floride)
  - Aéroport international de Cincinnati, (Ohio)
  - Aéroport international de Salt Lake City, (Utah)
  - Aéroport national Ronald Reagan de Washington D.C.
  - Aéroport international de Détroit, (Michigan)
  - Aéroport international de Minneapolis-Saint-Paul, (Minnesota)
- Djibouti Airlines :
  - Aéroport international Ambouli de Djibouti pour Djibouti Airlines,  Djibouti
- Easyjet Switzerland :
  - Aéroport international de Genève,  Suisse
- EgyptAir :
  - Aéroport international du Caire,  Égypte
- El Al :
  - Aéroport international David-Ben-Gourion de Tel Aviv,  Israël
- Emirates :
  - Aéroport international de Dubaï,  Émirats arabes unis
- Etihad Airways :
  - Aéroport international d'Abu Dhabi,  Émirats arabes unis
- EVA Air :
  - Aéroport international de Taïpei,  Taïwan
- Finnair :
  - Aéroport international d'Helsinki,  Finlande
- Gabon Airlines :
  - Aéroport international de Libreville,  Gabon
- Garuda Indonésia :
  - Aéroport international de Jakarta Soekarno-Hatta,  Indonésie
- Gulf Air :
  - Aéroport international de Bahreïn,  Bahreïn
- Hawaiian Airlines :
  - Aéroport international d'Honolulu, (Hawaii),  États-Unis
- Iberia :
  - Aéroport de Madrid-Barajas,  Espagne
- Icelandair :
  - Aéroport international de Reykjavik,  Islande
- Iran Air :
  - Aéroport international Imam Khomeini de Téhéran,  Iran
- Iraqi Airways :
  - Aéroport international de Bagdad,  Irak
- ITA Airways :
  - Aéroport international Léonard-de-Vinci Rome Fiumicino,  Italie
- Japan airlines :
  - Aéroport Tokyo Narita,  Japon
  - Aéroport international Haneda de Tokyo
- KLM :
  - Aéroport d'Amsterdam-Schiphol,  Pays-Bas
- Korean Air :
  - Aéroport international de Séoul,  Corée du Sud
- LAN Airlines :
  - Aéroport international de Santiago,  Chili
- Libyan Airlines :
  - Aéroport international de Tripoli,  Libye
- LOT Polish Airlines :
  - Aéroport international de Varsovie,  Pologne
- Lufthansa : 
  - Aéroport international de Francfort,  Allemagne
  - Aéroport Franz Josef Strauss de Munich
- Luxair :
  - Aéroport international de Luxembourg,  Luxembourg
- Malaysia Airlines :
  - Aéroport international de Kuala Lumpur,  Malaisie
- Middle East Airlines :
  - Aéroport international de Beyrouth,  Liban
- Olympic Air :
  - Aéroport international d’Athènes,  Grèce
- Philippine Airlines :
  - Aéroport international de Manille,  Philippines
- Qantas :
  - Aéroport international Kingsford Smith de Sydney,  Australie
  - Aéroport international Tullamarine de Melbourne
- Royal Air Maroc :
  - Aéroport international de Casablanca,  Maroc
- Royal Jordanian :
  - Aéroport international Reine-Alia d'Amman,  Jordanie
- S7 Airlines :
  - Aéroport international Domodedovo de Moscou,  Russie
- Saudi Arabian Airlines :
  - Aéroport international King Abdulaziz de Djeddah,  Arabie saoudite
- SAS :
  - Aéroport international de Stockholm-Arlanda,  Suède
- Shanghai Airlines :
  - Aéroport international de Shanghai-Pudong,  Chine
- Singapore Airlines :
  - Aéroport de Singapour-Changi
- South African Airways :
  - Aéroport international OR Tambo de Johannesbourg,  Afrique du Sud
- Sri Lankan Airlines :
  - Aéroport international Bandaranaike de Colombo,  Sri Lanka
- Starlux Airlines :
  - Aéroport international de Taïpei,  Taïwan
- Swiss International Air Lines :
  - Aéroport international de Zurich,  Suisse
  - Aéroport international de Genève
- TAM :
  - Aéroport international de São-Paulo,  Brésil
- TAP Air Portugal :
  - Aéroport international de Lisbonne,  Portugal
- Tarom :
  - Aéroport international de Bucarest,  Roumanie
- Thai Airways :
  - Aéroport international de Bangkok,  Thaïlande
- Tunisair :
  - Aéroport international de Tunis,  Tunisie
- Turkish Airlines :
  - Aéroport Atatürk d'Istanbul,  Turquie
- Turkmenistan Airlines :
  - Aéroport d'Achgabat,  Turkménistan
- United Airlines :
  - Aéroport international O'Hare de Chicago, (Illinois),  États-Unis
  - Aéroport international de Denver, (Colorado)
  - Aéroport international de Los Angeles, (Californie)
  - Aéroport international Newark Liberty de New York
  - Aéroport international de San Francisco, (Californie)
  - Aéroport international de Washington Dulles
- Vietnam Airlines :
  - Aéroport international de Hồ Chí Minh Ville,  Viêt Nam
  - Aéroport international d'Hanoï
- Virgin Atlantic :
  - Aéroport de Londres-Heathrow,  Royaume-Uni
  - Aéroport de Londres-Gatwick
- Vueling :
  - Aéroport international de Barcelone  Espagne
- Yemenia :
  - Aéroport international El Rahaba de Sanaa,  Yémen